# Nialus tanganyicensis
Nialus tanganyicensis är en skalbaggsart som beskrevs av Vladimir Balthasar 1967. Nialus tanganyicensis ingår i släktet Nialus och familjen Aphodiidae. Inga underarter finns listade i Catalogue of Life.